# Challenger de Tigre I 2023
El torneo Challenger de Tigre 2023 fue un torneo de tenis perteneció al ATP Challenger Tour 2023 en la categoría Challenger 50. Se trató de la 3ª edición; el torneo tuvo lugar en la ciudad de Tigre (Argentina), desde el 2 hasta el 8 de enero de 2023 sobre pista de tierra batida al aire libre.

## Jugadores participantes del cuadro de individuales
| Favorito | País                 | Jugador               | Rank1 | Posición en el torneo |
| -------- | -------------------- | --------------------- | ----- | --------------------- |
| 1        | Bandera de Argentina | Juan Manuel Cerúndolo | 151   | CAMPEÓN               |
| 2        | Bandera de Argentina | Andrea Collarini      | 246   | Primera ronda         |
| 3        | Bandera de Argentina | Juan Bautista Torres  | 263   | Primera ronda         |
| 4        | Bandera de Argentina | Hernán Casanova       | 257   | Segunda ronda         |
| 5        | Bandera de Italia    | Alessandro Giannessi  | 262   | Semifinales           |
| 6        | Bandera de España    | Oriol Roca Batalla    | 268   | Primera ronda         |
| 7        | Bandera de Argentina | Francisco Comesaña    | 271   | Primera ronda         |
| 8        | Bandera de Argentina | Juan Ignacio Londero  | 276   | Cuartos de final      |

- 1 Se ha tomado en cuenta el ranking del 26 de diciembre de 2023.

### Otros participantes
Los siguientes jugadores recibieron una invitación (wild card), por lo tanto ingresan directamente al cuadro principal (WC):
- Luciano Emanuel Ambrogi
- Guido Andreozzi
- Lautaro Midón

Los siguientes jugadores ingresan al cuadro principal tras disputar el cuadro clasificatorio (Q):
- Valerio Aboian
- Alex Barrena
- Matías Franco Descotte
- Juan Pablo Paz
- Carlos Sánchez Jover
- Thiago Seyboth Wild

## Campeones

### Individual Masculino
- Juan Manuel Cerúndolo derrotó en la final a  Murkel Dellien, 4–6, 6–4, 6–2

### Dobles Masculino
- Guido Andreozzi /  Ignacio Carou derrotaron en la final a  Leonardo Aboian /  Ignacio Monzón, 5–7, 6–4, [10–5]